# Caspar Corbeau
Caspar James Corbeau (Santa Cruz, Estados Unidos, 3 de enero de 2001) es un deportista neerlandés que compite en natación.
Participó en los Juegos Olímpicos de Verano, en los años 2020 y 2024, obteniendo una medalla de bronce en París 2024, en la prueba de 200 m braza.
Ganó dos medallas en el Campeonato Mundial de Natación, en los años 2024 y 2025, y cuatro medallas en el Campeonato Europeo de Natación en Piscina Corta de 2023.
Estudió Ciencias del Deporte en la Universidad de Texas en Austin.

## Palmarés internacional
| Juegos Olímpicos                    | Juegos Olímpicos    | Juegos Olímpicos  | Juegos Olímpicos       |
| Año                                 | Lugar               | Medalla           | Prueba                 |
| ----------------------------------- | ------------------- | ----------------- | ---------------------- |
| 2024                                | París (Francia)     | Medalla de bronce | 200 m braza            |
| Campeonato Mundial                  |                     |                   |                        |
| Año                                 | Lugar               | Medalla           | Prueba                 |
| 2024                                | Doha (Catar)        | Medalla de plata  | 200 m braza            |
| 2025                                | Singapur (Singapur) | Medalla de bronce | 200 m braza            |
| Campeonato Europeo en Piscina Corta |                     |                   |                        |
| Año                                 | Lugar               | Medalla           | Prueba                 |
| 2023                                | Otopeni (Rumania)   | Medalla de oro    | 200 m braza            |
| 2023                                | Otopeni (Rumania)   | Medalla de bronce | 100 m braza            |
| 2023                                | Otopeni (Rumania)   | Medalla de bronce | 4 × 50 m estilos       |
| 2023                                | Otopeni (Rumania)   | Medalla de bronce | 4 × 50 m estilos mixto |